# 季米里亞澤夫站 (莫斯科單軌鐵路)
季米里亞澤夫站（羅馬化：Timiryazevskaya）是莫斯科單軌鐵路的西端總站。車站位於莫斯科東北行政區布爾特斯卡區，莫斯科地鐵季米里亞澤夫站50公尺以外。

## 歷史
車站在2004年11月20日連同其餘4個車站一同啟用。全線只有兩列列車同時營運，班次為30分鐘一班，開放時間由10時至16時。乘客只能在此站下車。9天後，乘客可在此站上車。2008年1月10日路線開始在6時50分至23時營運。車票價格也由50盧布降至19盧布。